# قمر (رادار)
رادار سه بعدی قمر سامانه‌ای «راداری جستجو و کنترل سه بعدی» است که دارای قابلیت رهگیری بیشتر از ۱۰۰ هدف تا مسافت ۴۵۰ کیلومتری از ارتفاعات کوتاه تا بلند شامل جنگنده‌ها، پهپادها و انتقال اطلاعات آنها به شبکه پدافندی، می‌باشد. همچنین، از رادار قمر تحت عنوان «جدیدترین رادار ۳ بعدی ایران» نام برده می‌شود. رونمایی از این رادار سه بعدی در چهارم آبانِ ۱۳۹۴ با حضور حسین دهقان وزیرِ وقت دفاع و پشتیبانی نیروهای مسلح انجام گردید. حسین دهقان در این مراسمِ رونمایی اشاره داشت: ساخت انواع (اینگونه) رادارها امکان کشف و رهگیری تهدیدات و دفاع از کشور را فراهم می‌کند.

## رونمایی
وزیر دفاع و پشتیبانی نیروهای مسلح، حسین دهقان در تاریخ ۴ آبان ۱۳۹۴ از رادار ۳ بعدی قمر رونمایی کرد؛ رونمایی از این رادار متقارن بود با رونمایی از ۱۶ دستاورد جدید دفاعی کشور. این رونمایی در صنایع الکترونیک شیراز و صنایع دفاع الکترونیک انجام گردید. در طی آن مراسم، حسین دهقان بیان داشت: «با تلاش متخصصان توانمند صنایع الکترونیک در شیراز تجهیزات مورد نیاز نیروهای مسلح در بخشهای مختلف تولید می‌شود؛ و مهمترین دستاورد این مجموعه ساخت انواع رادارها است که امکان کشف و رهگیری تهدیدات و دفاع از کشور را فراهم می‌کند.» وی همچنین افزود: تاکنون رادارهای ارتفاع پست و رادارهای کشف تا برد ۵۰۰ کیلومتر در صنایع الکترونیک شیراز به مرحله تولید انبوه رسیده‌اند.